# Japanese Academy Award/Bester Animationsfilm

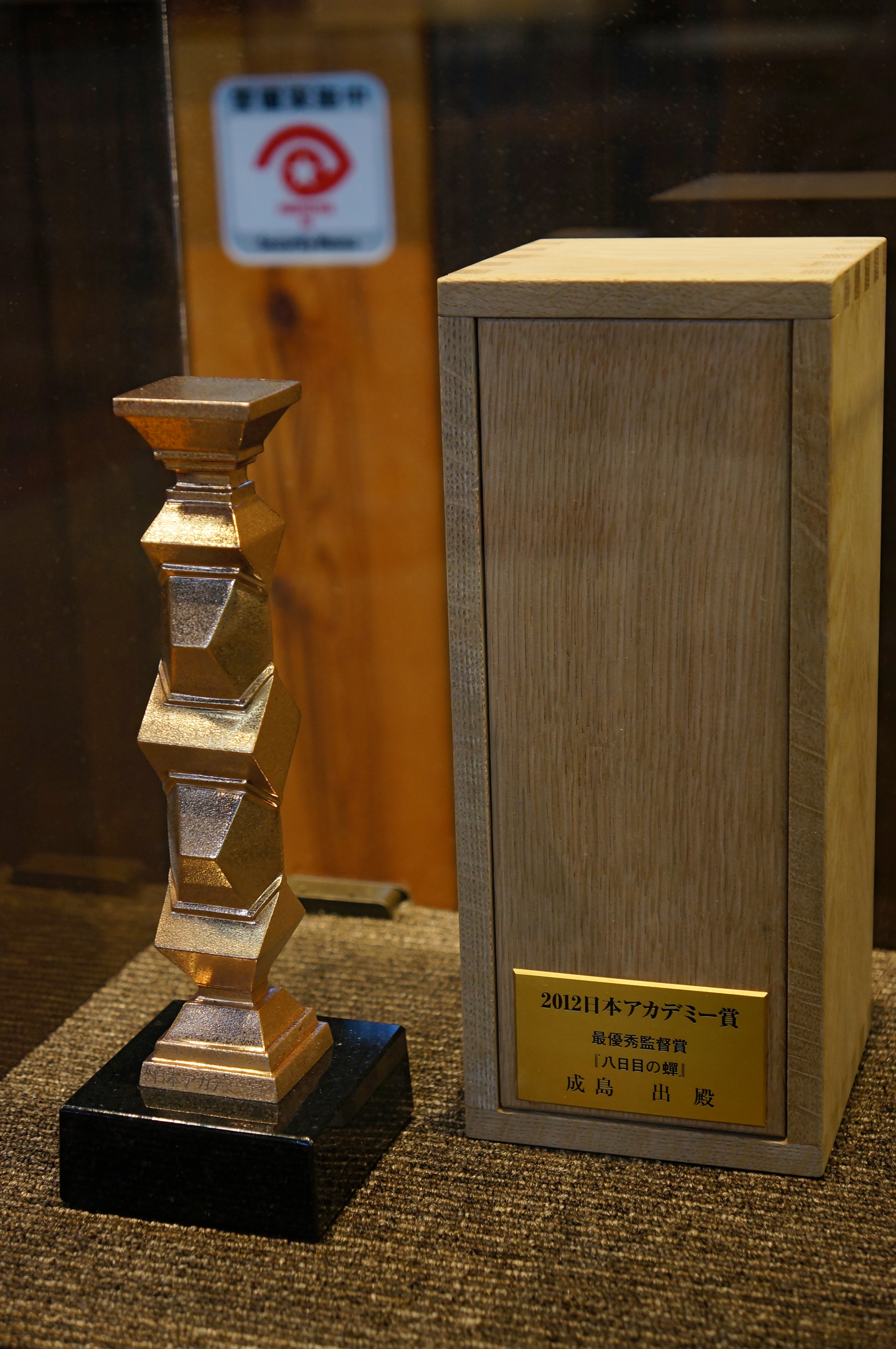
Trophäe des Japan Academy Award, 2012

Seit der ersten Verleihung 2007 werden bei den Japanese Academy Awards die besten Filme in der Kategorie Bester  Animationsfilm (jap. 最優秀アニメーション作品賞, sai yūshū animēshon sakuhin shō) geehrt.
Die Filme sind nach dem Jahr der Verleihung aufgeführt.

## Preisträger und Nominierte

### 2007–2009
| Jahr | Film                                   | Nominierungen |
| ---- | -------------------------------------- | --- |
| 2007 | Das Mädchen, das durch die Zeit sprang | Arashi no Yoru ni Die Chroniken von Erdsee Brave Story Detektiv Conan – Das Requiem der Detektive                                                         |
| 2008 | Tekkon Kinkreet                        | Evangelion: 1.11 – You Are (Not) Alone. Ein Sommer mit Coo The Piano Forest Detektiv Conan – Die azurblaue Piratenflagge                                  |
| 2009 | Ponyo – Das große Abenteuer am Meer    | Doraemon Nobita to Midori no Kyojinzō The Sky Crawlers Detektiv Conan – Die Partitur des Grauens One Piece – Chopper und das Wunder der Winterkirschblüte |

### 2010–2019
| Jahr | Film                                      | Nominierungen |
| ---- | ----------------------------------------- | --- |
| 2010 | Summer Wars                               | Evangelion: 2.22 – You Can (Not) Advance. Doraemon Shin Nobita no Uchū Kaitakushi Haruka und der Zauberspiegel Detektiv Conan – Der nachtschwarze Jäger |
| 2011 | Arrietty – Die wundersame Welt der Borger | Colorful Doraemon Nobita no Ningyo Daikaisen Detektiv Conan – Das verlorene Schiff im Himmel One Piece – Strong World                                   |
| 2012 | Der Mohnblumenberg                        | K-On! Tezuka Osamu no Buddha Akai Sabaku yo! Utsukushiku Tōfu Kozō Detektiv Conan – Die 15 Minuten der Stille                                           |
| 2013 | Ame & Yuki – Die Wolfskinder              | Evangelion: 3.33 – You Can (Not) Redo. Ein Brief an Momo Friends Mononoke Jima no Naki One Piece Z                                                      |
| 2014 | Wie der Wind sich hebt                    | Die Legende der Prinzessin Kaguya Space Pirate Captain Harlock Madoka Magika – Der Film: Rebellion Lupin San-sei VS Detektiv Conan The Movie            |
| 2015 | Stand by Me Doraemon                      | Erinnerungen an Marnie Giovannis Insel Detektiv Conan – Der Scharfschütze aus einer anderen Dimension Buddha2 Tezuka Osamu no Buddha ~Owari Naki Tabi~  |
| 2016 | Der Junge und das Biest                   | The Anthem of the Heart Miss Hokusai Dragonball Z: Resurrection ‚F‘ Love Live! The School Idol Movie                                                    |
| 2017 | In this Corner of the World               | Your Name. – Gestern, heute und für immer A Silent Voice Rudolf der schwarze Kater One Piece Gold                                                       |
| 2018 | Night is Short, Walk on Girl              | Fireworks – Alles eine Frage der Zeit Ancien und das magische Königreich Mary und die Blume der Hexen Detektiv Conan – Der purpurrote Liebesbrief       |
| 2019 | Mirai – Das Mädchen aus der Zukunft       | Dragonball Super: Broly Penguin Highway Detektiv Conan – Zero der Vollstrecker Okko und ihre Geisterfreunde                                             |

### Seit 2020
| Jahr | Film                                                      | Nominierungen                                                                                               |
| ---- | --------------------------------------------------------- | --- |
| 2020 | Weathering With You – Das Mädchen, das die Sonne berührte | Her Blue Sky Detektiv Conan – Die stahlblaue Faust Lupin III: The First One Piece: Stampede                 |
| 2021 | Demon Slayer: Kimetsu no Yaiba – The Movie: Mugen Train   | Violet Evergarden: Der Film Poupelle of Chimney Town Josie, der Tiger und die Fische Stand by Me Doraemon 2 |
| 2022 | Evangelion: 3.0+1.01 – Thrice Upon a Time                 | Ryū to Sobakasu no Hime Jujutsu Kaisen Fortune Favors Lady Nikuko Sing a Bit of Harmony                     |